# Begonia balansana
Espèce
Synonymes
- Begonia handelii Irmsch.[2]
- Begonia xinyiensis T. C. Ku[2]

Begonia balansana est une espèce de plantes de la famille des Begoniaceae.
L'espèce fait partie de la section Sphenanthera.
Elle a été décrite en 1919 par François Gagnepain (1866-1952).

## Répartition géographique
Cette espèce est originaire des pays suivants : Chine ; Viet Nam.

## Liste des variétés
Selon Tropicos (5 février 2017) (Attention liste brute contenant possiblement des synonymes) :
- variété Begonia balansana var. balansana
- variété Begonia balansana var. rubropilosa S.H. Huang & Y.M. Shui